# Corriendo por la playa, Valencia
Corriendo por la playa, Valencia es un cuadro del pintor español Joaquín Sorolla, terminado en 1908. Está realizado en óleo sobre lienzo, y tiene un tamaño de 90 x 166,5 cm. Se encuentra en el Museo de Bellas Artes de Asturias, en Oviedo. 
El cuadro muestra dos niñas corriendo por la playa con vestido blanco, con un niño desnudo tras ellas, y otros jugando en el agua al fondo.